# Carlo Bosi
Carlo Bosi (Livorno, 4 novembre 1959) è un tenore italiano.

## Biografia
Nato a Livorno il 4 novembre 1959. Si è formato sotto la guida di Jolanda Magnoni a Roma.
Debutta come baritono nel 1978 al Teatro Carlo Goldoni di Livorno nel ruolo dell'Araldo nell'Otello (Verdi), per poi passare ufficialmente alla corda di tenore nel 1983, ricoprendo il duplice ruolo dell'Amante e del Venditore di canzonette ne il Tabarro di Giacomo Puccini presso il Teatro Comunale di Firenze, sotto la bacchetta di Bruno Bartoletti con Florindo Andreolli.
Da allora si è specializzato nei ruoli da caratterista, quali Pang nella Turandot di Puccini, Cajus nel Falstaff di Verdi, L'incredibile nell'Andrea Chenier di Giordano, Goro nella Madama Butterfly di Puccini (nel 2004 al Festival lirico areniano diretto da Daniel Oren con Fiorenza Cedolins, Marcello Giordani e Juan Pons trasmesso da Rai 5), Arlecchino ne I Pagliacci di Leoncavallo, Spoletta nella Tosca di Puccini e i quattro servitori ne I racconti di Hoffmann di Offenbach. La sua carriera lo ha portato ad esibirsi regolarmente nei principali teatri Italiani (tra cui La Scala di Milano, l'Opera di Roma, l'Arena di Verona, la Fenice di Venezia, il Teatro Regio di Torino, il Teatro Massimo di Palermo e il Petruzzelli di Bari) e all'estero (tra cui l'Opera National de Paris, la Royal Opera House Covent Garden di Londra, la Metropolitan Opera House di New York, il Teatro Real di Madrid, la Bayerische Staatsoper di Monaco di Baviera, l'Opera di Montecarlo e la Nederlandse Opera di Amsterdam), spesso a fianco di celebrità quali Placido Domingo, Josè Carreras, Katja Ricciarelli e Mirella Freni e sotto la bacchetta di direttori del calibro di James Levine, Zubin Mehta, Daniel Oren, Bruno Bartoletti, Valery Gergiev, Myung Whun Chung, Antonio Pappano, Riccardo Chailly e Daniele Gatti.

## Repertorio
| Ruolo                                          | Titolo                         | Autore      |
| ---------------------------------------------- | ------------------------------ | ----------- |
| Notaro                                         | La sonnambula                  | Bellini     |
| Flavio                                         | Norma                          | Bellini     |
| Remendado                                      | Carmen                         | Bizet       |
| Wagner                                         | Mefistofele                    | Boito       |
| Triquet                                        | Evgenij Onegin                 | Čajkovskij  |
| Poisson                                        | Adriana Lecouvreur             | Cilea       |
| Jeppo Liverotto Oloferno Vitellozzo            | Lucrezia Borgia                | Donizetti   |
| Normanno                                       | Lucia di Lammermoor            | Donizetti   |
| Felice                                         | Poliuto                        | Donizetti   |
| Don Gaspare                                    | La favorita                    | Donizetti   |
| Ernesto                                        | Don Pasquale                   | Donizetti   |
| Un Incredibile                                 | Andrea Chénier                 | Giordano    |
| Benvolio                                       | Roméo et Juliette              | Gounod      |
| Janek                                          | Věc Makropulos                 | Janáček     |
| Beppe/Arlecchino                               | Pagliacci                      | Leoncavallo |
| Bernardo Bandini Baroncelli                    | I Medici                       | Leoncavallo |
| Federico                                       | L'amico Fritz                  | Mascagni    |
| Lebel                                          | I Rantzau                      | Mascagni    |
| Cenciaiuolo Merciaiolo                         | Iris                           | Mascagni    |
| Brighella                                      | Le maschere                    | Mascagni    |
| Un portalettere                                | Lodoletta                      | Mascagni    |
| Guillot de Morfontaine                         | Manon                          | Massenet    |
| Rodriguez                                      | Don Quichotte                  | Massenet    |
| Liberto Primo Soldato                          | L'incoronazione di Poppea      | Monteverdi  |
| Gran Sacerdote di Nettuno                      | Idomeneo                       | Mozart      |
| Basilio Don Curzio                             | Le nozze di Figaro             | Mozart      |
| Monostatos                                     | Die Zauberflöte                | Mozart      |
| Ajax I                                         | La belle Hélène                | Offenbach   |
| Le roi Bobêche                                 | Barbe-bleu                     | Offenbach   |
| Andrès Cochenille Frantz Pitichinaccio         | Les contes d'Hoffmann          | Offenbach   |
| Un pastore                                     | Nina, o sia La pazza per amore | Paisiello   |
| Il giocatore malaticcio                        | Igrok                          | Prokof'ev   |
| Edmondo                                        | Manon Lescaut                  | Puccini     |
| Parpignol                                      | La bohème                      | Puccini     |
| Spoletta                                       | Tosca                          | Puccini     |
| Goro                                           | Madama Butterfly               | Puccini     |
| Nick                                           | La fanciulla del West          | Puccini     |
| Un amante Tinca Venditore di canzonette        | Il tabarro                     | Puccini     |
| Gherardo                                       | Gianni Schicchi                | Puccini     |
| Imperatore Altoum Pang Pong Principe di Persia | Turandot                       | Puccini     |
| Eustazio                                       | Armida                         | Rossini     |
| Mambre                                         | Mosè in Egitto                 | Rossini     |
| Rodrigo                                        | Matilde di Shabran             | Rossini     |
| Rodolphe                                       | Guillaume Tell                 | Rossini     |
| Il fidanzato di Miss Pirbright                 | La visita meravigliosa         | Rota        |
| Pélagus                                        | Les Danaïdes                   | Salieri     |
| Aufido                                         | Giulia e Sesto Pompeo          | Soliva      |
| Evandro                                        | Teseo riconosciuto             | Spontini    |
| Secondo ebreo                                  | Salome                         | Strauss     |
| Adrasto                                        | Antigona                       | Traetta     |
| Conte Ivrea                                    | Un giorno di regno             | Verdi       |
| Abdallo                                        | Nabucco                        | Verdi       |
| Fante                                          | I due Foscari                  | Verdi       |
| Uldino                                         | Attila                         | Verdi       |
| Malcolm                                        | Macbeth                        | Verdi       |
| Matteo Borsa                                   | Rigoletto                      | Verdi       |
| Ruiz                                           | Il trovatore                   | Verdi       |
| Gastone Giuseppe                               | La traviata                    | Verdi       |
| Mastro Trabucco                                | La forza del destino           | Verdi       |
| Un messaggero                                  | Aida                           | Verdi       |
| Araldo Cassio Roderigo                         | Otello                         | Verdi       |
| Bardolfo Dottor Cajus                          | Falstaff                       | Verdi       |
| Balthasar Zorn                                 | Die Meistersinger von Nürnberg | Wagner      |
| Malatestino                                    | Francesca da Rimini            | Zandonai    |

## Discografia incompleta

### CD
- Ruggero Leoncavallo, I MEDICI, dir. Alberto Veronesi, DGG
- Gioachino Rossini,  GUILLAUME TELL, dir. Antonio Pappano, Emi
- Giuseppe Verdi, OTELLO,

dir. Antonio Pappano, Sony

### DVD
- Giuseppe Verdi, NABUCCO, dir. Daniel Oren, regia Denis Krief, DECCA
- Giuseppe Verdi, FALSTAFF, dir. Zubin Mehta, regia Luca Ronconi, TDK
- Giacomo Puccini, TURANDOT, dir. Giuliano Carella, regia Franco Zeffirelli, Bel Air
- Giuseppe Verdi, DON CARLO, dir. Daniele Gatti, regia Stéphane Braunschweig, Hardy Classic
- Giacomo Puccini, MADAMA BUTTERFLY (Goro), dir. Daniel Oren, regia: Franco Zeffirelli, TDK
- Wolfgang Amadeus Mozart, LE NOZZE DI FIGARO, dir. Zubin Mehta, regia Jonathan Miller, TDK
- Giuseppe Verdi, LA FORZA DEL DESTINO, dir. Zubin Mehta, regia Nicolas Joël, TDK
- Giacomo Puccini, IL TABARRO, dir. Riccardo Chailly, regia Luca Ronconi, Hardy
- Umberto Giordano, ANDREA CHÉNIER, dir. Antonio Pappano, regia David McVicar, Warner Classics
- Giuseppe Verdi, AIDA, dir. Omer Meir Wellber, regia La Fura dels Baus, Bel Air
- Giacomo Puccini, MADAMA BUTTERFLY, dir. Riccardo Chailly, regia Alvis Hermanis, Decca
- Giacomo Puccini, MADAMA BUTTERFLY, dir. Omer Meir Wellber, regia Annilese Miskimmon,
- Giuseppe Verdi, IL TROVATORE, dir. Pier Giorgio Morandi, regia Franco Zeffirelli, Unitel
- Giuseppe Verdi, FALSTAFF, dir. James Levine, regia Robert Carsen, DGG
- Francesco Cilea, ADRIANA LECOUVREUR, dir. Renato Palumbo, regia Lorenzo Mariani,
- Giacomo Puccini, TURANDOT, dir. Riccardo Chailly, regia Nikolaus Lehnhoff, Decca
- Giacomo Puccini, TOSCA, dir. Riccardo Chailly, regia di Davide Livermore, Rai